# Ompok pabda
Ompok pabda är en fiskart som först beskrevs av Hamilton 1822.  Ompok pabda ingår i släktet Ompok och familjen malfiskar. IUCN kategoriserar arten globalt som nära hotad. Inga underarter finns listade i Catalogue of Life.